# 国观
国观（?—?），春秋时代齐国的大夫，国书的儿子。
前478年夏六月，晋国赵鞅包围卫国，齐国国观、陈瓘救援卫国，俘虏了晋国单车挑战之人。陈瓘让被俘者穿上他原来的服装，然后接见他，说：“国子（国观）掌握齐国政权，命令我说‘不要逃避晋军’，我哪里敢废弃这个命令？哪里又用得着劳驾您呢？”赵鞅说：“我为攻打卫国占卜过，没有为和齐国作战占卜。”于是就撤兵回国。